# Friedrich Georg von Rechenberg
Friedrich Georg Freiherr von Rechenberg (* 11. August 1891 in Berlin; † 16. Mai 1966 in Basel, Pseudonym Friedrich von Schlawa) war ein deutscher Schriftsteller. 

## Familie
Seine Eltern waren Freiherr Georg von Rechenberg, zuletzt Generalleutnant z. D., und dessen zweite Ehefrau Hildegard Gräfin von der Schulenburg (* 1854; † 1935), die auf Schloss Lieberose aufwuchs. Der Politiker Dietrich von der Schulenburg ist sein Onkel, der Standesherr Albrecht von der Schulenburg sein Großvater mütterlicherseits. 
Er war mit der Schriftstellerin Brigitte von Rechenberg, geb. Meyßner, verheiratet. Das Ehepaar hatte drei Kinder, Diether (* 1916 Dessau), Ursula (* 1917 Dessau), Hans Caspar (* 1919 Marburg) und Peter-Johannes (* 1920). Mit seiner Ehefrau verfasste er auch gemeinsam einige Werke. Beide lebten mehrere Jahre in Wernigerode, bevor sie es in der Mitte der 1930er Jahre vorzogen, das nationalsozialistische Deutschland zu verlassen und sich im Kanton Graubünden in der Schweiz niederzulassen.

## Werke
- Der Jesuit, Berlin: Säemann-Verlag, 1927
- Antonio Knipperding & Sohn, Wernigerode: Gottlob Koezle, o. J.
- Das Geheimnis ist groß, Wernigerode: Gottlob Koezle, o. J.
- Drei Annen, Wernigerode: Gottlob Koezle, o. J.
- Im Bannkreis des Brocken, Wernigerode: Gottlob Koezle, o. J.
- In der Waldmühle. Eine Episode aus Wernigeroder Sommertagen, Wernigerode: Gottlob Koezle, o. J.
- Prinzeß Ilse, Wernigerode: Gottlob Koezle, o. J.
- Berge, von denen uns Hilfe kommt... Davoser Erinnerungen, 2. Auflage, Basel und Leipzig: Heinrich Majer, 1938
- Mir wird nichts mangeln, Basel: Heinrich Majer, 1943
- Durften Sie heiraten? Eine Reiseerinnerung, Basel, Heinrich Majer, 1943
- Von Angesicht zu Angesicht, Basel: Heinrich Majer, 1953
- Dieser war auch mit Jesus von Nazareth – Jünger und Jüngerschaft, Basel: Heinrich Majer, 1957

## Genealogie
- Walter von Hueck, Friedrich Wilhelm Euler: Genealogisches Handbuch der Freiherrlichen Häuser / A (Uradel) 1969. Band VII, Band 44 der Gesamtreihe GHdA, Hrsg. Deutsches Adelsarchiv, C. A. Starke, Limburg an der Lahn 1969, S. 146–149.
- Gothaisches Genealogisches Taschenbuch der Freiherrlichen Häuser. Zugleich Adelsmatrikel der D.A.G. Teil A (Uradel). 1940. 90. Jahrgang, Justus Perthes, Gotha 1939, S. 354 ff.
- Gothaisches Genealogisches Taschenbuch der Freiherrlichen Häuser. Zugleich Adelsmatrikel der D.A.G. Teil A (Uradel). 1938. 88. Jahrgang, Justus Perthes, Gotha 1937, S. 398 f.